# Тбилисская филармония
Тбилисская государственная филармония (груз. თბილისის საკონცერტო დარბაზი, Tbilisi Concert Hall) — концертная организация Грузии, находится в Тбилиси, улица Мераба Коставы, 36/1. Достопримечательность города.

## История
Основанием филармонии в Грузии можно считать 1905 год, когда в Тифлисе официально было учреждено Филармоническое общество. В организации общества приняли деятельное участие ведущие музыканты и общественные деятели Грузии — Захарий Палиашвили, Иа Каргаретели, Андрей Карашвили, Филимон Коридзе, Николай Сулханишвили, Закария Чхиквадзе, Василий Карбелашвили, Иосиф Чиджавадзе, Н. Картвелишвили, П. Мирианашвили и другие. Первым председателем общества стал Н. Сулханишвили.
Филармоническое общество вскоре после образования объединилось с «Товариществом по постановке опер на грузинском языке» и активно участвовало в собирании произведений грузинской национальной музыки, их популяризации, что постепенно подготовило почву для создания национальной грузинской оперы. В 1908 году обществом была открыта Тифлисская музыкальная школа, по приглашению её возглавил 3. Палиашвили; в школе начали преподавать известные музыканты В. Амираджиби, А. Карашвили, Г. Натрадзе, П. Палиашвили, М. Габашвили, А. Тулашвили и др.
Грузинская филармония во главе с 3. Палиашвили стала играть значительную роль в развитии грузинской национальной культуры, активно участвуя во всех общественных мероприятиях.
С 1935 года филармонией руководил Владимир Хетагуров, в 1939—1942 годах Владимир Кавсадзде, в 1954—1958 годах — Григорий Кокеладзе, с 1974 года — Сулхан Насидзе. С филармонией сотрудничали композиторы — автор песни «Тбилисо» Реваз Лагидзе, Георгий Цабадзе и др. При филармонии были организованы музыкальные коллективы, ставшие впоследствии широко известными — «Орэра» (1961) и др., начинали певцы — Вахтанг Кикабидзе и Нани Брегвадзе (1959), Диана Гурцкая (1988).
Концертный зал филармонии построен в 1971 году по проекту архитектора И. Чхенкели. В начале XXI века зал капитально отремонтирован
Правительство подтвердило государственный статус филармонии.
В 2001 году у здания филармонии устроена «Аллея звёзд», среди представленных на ней основательница грузинского Национального балета Нино Рамишвили, известная певица Нани Брегвадзе, скрипачка Лиана Исакадзе, вокально-инструментальные ансамбли «Орера» и «Иверия», композитор Бидзина Квернадзе, артисты Этер Какулия, Теймураз Циклаури, Георгий Хуцишвили, Гизо Нишнианидзе (первый из писателей) и др.
В 2014 году филармонии присвоено имя композитора Алекси Мачавариани

## Концертный зал
Концертный зал филармонии располагает главным залом на 2500 мест и малым залом на 750 мест. Круговое фойе филармонии объединяет внутреннее пространство здания с окружающей городской застройкой.
Перед залом установлена бронзовая скульптура «Муза» (скульптор М. Бердзенишвили, архитектор И. Чхенкели)
Бюст Георгия Цабадзе.